# Автошлях Т 1627
Автошля́х Т 1627 — автомобільний шлях територіального значення в Одеській області. Проходить територією Білгород-Дністровського та Болградського районів через Сарату — Арциз — Бессарабське — Серпневе 1. Загальна довжина — 73,5 км.

## Маршрут
Автошлях проходить через такі населені пункти:
| Автошлях Т 1627              |        |
| Одеська область              |        |
| Білгород-Дністровський район |        |
| Сарата                       |        |
| Новоселівка                  |        |
| Болградський район           |        |
| Долинівка                    |        |
| Арциз                        | Т 1608 |
| Павлівка                     |        |
| Веселий Кут                  |        |
| Красне                       |        |
| Бессарабське                 |        |
| Підгірне                     |        |
| Серпневе                     |        |
| Серпневе 1                   |        |